# MS Mariner of the Seas
MS Mariner of the Seas je 
norveško-američki brod za krstarenje, izgrađen 2003. u finskom brodogradilištu Kværner Masa-Yards (današnji STX Europe) u gradu Turku, za kompaniju Royal Caribbean International. Peti i posljednji brod klase Voyager.

## Izgradnja
Kao i ostali brodovi klase Voyager, Mariner of the Seas projektiran je u uskoj suradnji Royal Caribbeana i brodogradilišta Kværner Masa-Yards. Izgradnja je započela 2000., te je iz doka isplovio 28. veljače 2003. Dovršen je krajem godine, i premda su tri broda iste klase,Voyager of the Seas, Explorer of the Seas i Navigator of the Seas po izgradnji bili najveći putnički brodovi na svijetu, Mariner of the Seas taj primat nije preuzeo jer je u isto vrijeme dovršen veći prekooceanski brod Queen Mary 2. Također, Mariner of the Seas drugi je od dva posljednja broda iz klase koje karakterizira modificirani dizajn kabina i balkona s pogledom na more, rješenje kasnije primijenjeno i na brodovima klase Freedom, koji su produžena verzija klase Voyager. Isporučen je naručitelju 29. listopada 2003., dok je ceremonija krštenja obavljena 14. studenoga u Port Canaveralu na Floridi. Na prvo putovanje isplovio je 16. studenoga 2003. Cijena izgradnje bila je oko 500 milijuna američkih dolara.

## Tehničke karakteristike
Mariner of the Seas dugačak je 311,12 m i širok 49,1 m. Plovi brzinom od 22 čvora (40,7 km/h), što omogućavaju 6 Wärtsilä 12V46C dizel motora, ukupne snage 75 600 kW (101 381 ks). Potisak omogućavaju 3 Asea Brown Boveri (ABB) Azipod pogonske elektro-gondole - jedna fiksna, dvije azimutne, ukupne snage 42 MW. Brod također raspolaže s 4 Rolls-Royce/Kamewa pramčana potisnika radi lakšeg manevriranja u lukama.

## Interijeri
Brod raspolaže s 15 paluba, ukupno 1557 kabina od kojih 1077 (69%) s pogledom na more, 753 (48.4%) s balkonom i 138 (9%) s pogledom na unutrašnji Royal Promenade.
Najveći apartman, Royal Suite, prostire se na 123 m² ne računajući balkon s 23 m². Kapacitet putnika je 3114, ili 3807 pri maksimalnoj popunjenosti, što zajedno s posadom od 1213 čini ukupno 5020 ljudi na brodu. Također se ističu 120 m dugačka, 9 m široka i četiri palube visoka središnja šetno-trgovačka šetnica (Royal Promenade) oko koje su koncentrirani glavni restorani, trgovački i zabavni centri. Na svakom kraju promenade, kroz 11 paluba uzdiže se atrij s panoramskim dizalima. Brod također raspolaže s kazalištem za 1350 gledaoca. Putnicima je namijenjen niz atrakcija i zabava, među kojima se ističu klizalište na ledu, košarkaški teren i zid za planinarenje.

## Destinacije
Mariner of the Seas bazira u Los Angelesu u Kaliforniji u SAD-u, odakle tjedno isplovljava na sedmodnevna krstarenja tijekom kojih pristaje u Cabo San Lucas, Mazatlan i Puerto Vallarta u Meksiku.

## Galerija
- Mariner of the Seas 2004.
- Poslovni centar na brodu
- Karipsko more 2008.
- Zid za planinarenje na brodskom dimnjaku

## Vanjske poveznice
- Službena stranica - royalcaribbean.com
- Mariner of the Seas Review - cruisecritic.com   Arhivirana inačica izvorne stranice od 6. listopada 2009. (Wayback Machine)
- Ship-Technology.com
- Mariner of the Seas - shipparade.com   Arhivirana inačica izvorne stranice od 19. prosinca 2012. (Wayback Machine) Fotografije i tehnički podaci
- Aktualna pozicija - seascanner.com   Arhivirana inačica izvorne stranice od 23. kolovoza 2013. (Wayback Machine)
- Raspored paluba - seascanner.com [neaktivna poveznica]
- Raspored paluba - cruisedeckplans.com